# Отис, Кэрри
Кэ́рри О́тис (англ. Carré Otis; род. 28 сентября 1968, Сан-Франциско) — американская киноактриса и фотомодель.

## Биография

### Ранние годы
Выросла в округе Марин, неподалёку от Сан-Франциско вместе со старшей сестрой Крисси и младшим братом Джорданом. Её родители страдали алкоголизмом. Училась Кэрри в частной школе — Марин Академии города Сан-Рафаэл (штат Калифорния) и школе Джона Вулмана (John Woolman School) в Невада-Сити (штат Калифорния).

### Начало карьеры
В 16 лет Кэрри начала карьеру модели, и с 1988 по 1992 годы была топ-моделью. К 18 годам она уже страдала кокаиновой и героиновой зависимостями. Кэрри появлялась на обложках и страницах известных журналов в прозрачной одежде, топлес или полностью обнажённой. На обложках американского издания журнала Vogue она появлялась в сентябре 1988, декабре 1988 (с Линдой Евангелистой) и марте 1989 года. Также её фото было на обложках британского издания Vogue в июле 1989, американского Cosmopolitan в июне 1989, американского Mirabella в декабре 1989 и феврале 1995, бразильского Marie Claire в 1992, югославского Duga magazine в апреле 1994, германского GQ в октябре 2001, New Woman в сентябре 1999, французского ELLE в июле 2004, американского Harper's Bazaar в январе 1990 и январе 1992 и британского Harper’s Bazaar в январе 1990 года — и это далеко не всё.
Кэрри участвовала в рекламе джинсов Guess (1988), Calvin Klein (1991), появилась в календаре Pirelli (1996) и позировала в купальнике для специализированного издания Sports Illustrated (2000). Она также снималась для журнала Playboy в 1990 и 2000 годах.

### Кино и личная жизнь
После выхода в прокат фильма «Дикая орхидея» актриса получила большую известность, отчасти в связи со слухами, что их с Микки Рурком постельные сцены в фильме не были фикцией. В 1992 году они с Рурком поженились, но их брак не был долговечным. Долгое время Кэрри страдала от героиновой зависимости, и Рурк на некоторое время избавил её от этого. Но в 1994 году Рурк был арестован за жестокое обращение с женой, и ему запретили появляться на её модных показах. Позднее обвинения были сняты. Кэрри призналась, что до 1994 года трижды пыталась покончить жизнь самоубийством, испробовав всё: алкоголь, снотворное, стимуляторы, антидепрессанты, героин, таблетки для похудения. В 1998 году они развелись. В 2001 году Кэрри говорила:
«We were both drama addicts». Мы оба были склонны к драматизму.
Во время интервью с Барбарой Уолтерс (Barbara Walters) после церемонии награждения Academy Awards 2009 эмоциональный Рурк сказал, что любил Отис «до смерти», что она была «подходящей девушкой в неподходящее время», что оба они «были не в себе».
В декабре 2005 года Кэрри вышла замуж за учёного по исследованию окружающей среды, Мэттью Саттона В ноябре 2006 года у них родилась дочь Джейд.
Вторая дочь Кая родилась 2008 году.

## Дальнейшая жизнь
После участия в фильме «Дикая орхидея» её кинокарьера фактически закончилась, а карьера модели пошла на убыль, так как Кэрри продолжала борьбу с анорексией и сопутствующими отклонениями здоровья, в том числе сердечными приступами. Дальнейшее увеличение веса позволило ей участвовать в показах одежды больших размеров, например, она была лицом культового бренда одежды Marina Rinaldi. Впоследствии Отис вновь приобрела популярность как представитель национального движения National Eating Disorder Awareness Week в 2003 году. Периодически она появлялась в качестве ведущей в выпусках новостей на канале Channel 4 в Сан-Франциско.
В 2005 году она представила линию бижутерии Breil.

## Фильмография
| Год  |    | Русское название | Оригинальное название | Роль           |
| ---- | -- | ---------------- | --------------------- | -------------- |
| 1989 | ф  | Дикая орхидея    | Wild Orchid           | Эмили Рид      |
| 1996 | ф  | Выход в красное  | Exit in Red           | Кейт           |
| 1998 | ф  | Саймон говорит   | Simon Says            | Элайн Джонстон |
| 2001 | тф | Поле боя         | Going Back            | Кэтлин         |